# 愛は元気です。
『愛は元気です。』（あいはげんきです）は、谷村有美の5枚目のオリジナル・アルバム。1991年5月15日にSony Recordsから発売された。

## 概要
- 初盤のみ三方背BOX・豪華ブックレット仕様。
- 前作『PRISM』に続き、楽曲はほぼ谷村と西脇辰弥で手掛けた。
- 西脇は全曲編曲と楽曲の半数にあたる6曲を作曲。
- 6曲目「Pajama Days」、10曲目「今が好き」は外部作家の作品。
- 5枚目にしてアルバムタイトルに初の日本語を使用。表題曲も作られた。
- 既発シングル「パレード・パレード」「友達」を収録。
- 5曲目「OH MY GOD!!」は翌月発売「21世紀の恋人」のカップリング曲としてリカット。
- 遠藤京子が楽曲提供した先行シングル「幸せ探して」は未収録[1]。

## 収録曲
| 全編曲: 西脇辰弥。 |                        |           |           |       |
| #                  | タイトル               | 作詞      | 作曲      | 時間  |
| 1.                 | 「愛は元気です。」     | 戸沢暢美  | 谷村有美  | 4:55  |
| 2.                 | 「走れ! パンプス」     | 谷村有美  | 西脇辰弥  | 3:47  |
| 3.                 | 「消せない想い」       | 谷村有美  | 西脇辰弥  | 3:49  |
| 4.                 | 「友達」               | 谷村有美  | 西脇辰弥  | 4:31  |
| 5.                 | 「OH MY GOD!!」        | 谷村有美  | 谷村有美  | 4:40  |
| 6.                 | 「Pajama Days」        | 戸沢暢美  | 西脇辰弥  | 4:10  |
| 7.                 | 「パレード・パレード」 | 谷村有美  | 西脇辰弥  | 3:54  |
| 8.                 | 「どうでもいいの」     | 谷村有美  | 谷村有美  | 5:16  |
| 9.                 | 「生まれかわる気持ち」 | 谷村有美  | 西脇辰弥  | 4:11  |
| 10.                | 「今が好き」           | 神沢礼江  | 伊秩弘将  | 4:31  |
| 合計時間:          | 合計時間:              | 合計時間: | 合計時間: | 43:44 |

## 参加ミュージシャン
| 愛は元気です。 - Keyboards：西脇辰弥 - Drums：そうる透 - Toy Drum：井上禎 - E.Bass：松原秀樹 - Guitar：梶原順 - L.Percussions：木村誠 - Super Percussion：Dave Wickellburger（from Kuma-san Oendan） 走れ! パンプス - Keyboards：西脇辰弥 - Drums：そうる透 - E.Bass：横山雅史 - Guitar：梶原順 - L.Percussions：木村誠 - Trumpet：小林正弘・菅坂雅彦 - A.Sax＆T.Sax：小池修 - Background Vocal：谷村有美・西脇辰弥・永井晴美・井上禎 - Chorus：谷村有美 - Small Talks in the Office：谷村有美・西脇辰弥・横内伸吾 消せない想い - Keyboards：西脇辰弥 - Drums：青山純 - E.Bass：横山雅史 - Guitar：梶原順 - L.Percussions：三沢またろう - Trumpet：小林正弘・菅坂雅彦 - A.Sax,T.Sax＆Flute：小池修 - Background Vocal：谷村有美・西脇辰弥 - Chorus：谷村有美 友達 - Keyboards：西脇辰弥 - Drums：山木秀夫 - E.Bass：青木智仁 - Guitar：梶原順 - L.Percussions：木村誠 - Trumpet：小林正弘・菅坂雅彦 - Trombone：松本治 - Flugel Horn：菅坂雅彦・南浩之 OH MY GOD!! - Keyboards：西脇辰弥 - Guitar：梶原順 - L.Percussions：木村誠 - Background Vocal＆Chorus：谷村有美 | Pajama Days - Keyboards：西脇辰弥 - Drums：山木秀夫 - Guitar：梶原順 - L.Percussions：木村誠 - Background Vocal：谷村有美・西脇辰弥 - Chorus：谷村有美 パレード・パレード - Keyboards：西脇辰弥 - Trumpet：外山喜雄（from 外山喜雄＆Dixieland Saints） - 4 strings Banjo：外山恵子（from 外山喜雄＆Dixieland Saints） - Clarinet：後藤雅広（from 外山喜雄＆Dixieland Saints） - Trombone：松本耕司 - Chorus：谷村有美 どうでもいいの - Keyboards：西脇辰弥 - Drums：そうる透 - E.Bass：有賀啓雄 - Guitar：梶原順 - L.Percussions：斎藤ノヴ - Trumpet：小林正弘・菅坂雅彦 - Trombone：松本治 - A.Sax：小池修 - Background Vocal：谷村有美・西脇辰弥 - Chorus：谷村有美 生まれかわる気持ち - Keyboards：西脇辰弥 - Drums：青山純 - E.Bass：横山雅史 - Guitar：梶原順 - L.Percussions：三沢またろう - Chorus：谷村有美 今が好き - Keyboards：西脇辰弥 - Drums：土屋敏寛 - E.Bass：美久月千晴 - L.Percussions：木村誠 - Chorus：谷村有美 |

## カバー
愛は元気です。
- 2014年12月24日、高森藍子（金子有希）がアルバム『THE IDOLM@STER CINDERELLA MASTER Passion jewelries! 002』でカバー。